# Bir Enzarán
Bir Enzarán (en árabe: بئر انزران‎, en lenguas bereberes: ⴱⵉⵔⴰⵏⵣⴰⵔⴰⵏ en francés: Bir Anzarane) es un municipio al sur de Marruecos, en la provincia de Río de Oro.